# Малкълм Роуз
Малкълм Роуз (на английски: Malcolm Rose) е плодовит английски писател, автор на произведения в жанровете криминален роман, научна фантастика и трилър.

## Биография и творчество
Малкълм Едуард Роуз е роден на 31 януари 1953 г. в Ковънтри, Англия, в семейството на Рег Роуз, машинен монтьор, и Катлийн Робинсон, рецепционистка. През 1974 г. завършва Университета на Йорк с бакалавърска степен по химия, а през 1978 г. с докторска степен. На 2 август 1975 г. се жени за учителката Барбара Ан, с която имат син – Колин Марк (1982).
След дипломирането си в периода 1977–1981 г. е асистент в Университета на Ливърпул, а в периода 1981-1983 г. е старши асистент в Катедрата по биохимия. В периода 1983-1986 г. е преподавател по химия, а в периода 1986-1987 г. е старши преподавател, в Политехническия институт на Шефилд. В периода 1988-1996 г. е преподавател по химия в Свободния университет на Англия, след което се посвещава на писателската си кариера.
Докато учи в Университета на Йорк започва да пише разкази като хоби за бягство от реалния живот. След време се включва в клуба на писателите, за да научи как да представя ръкописите си.
Първият му роман „Rift“ е публикуван през 1985 г. Описанието на историите от произведенията му са поставени на практическа научна основа и личен опит.
През 1997 г. е издаден първият му криминален роман „The Secrets of the Dead“ от поредицата „Лоулес и Тили“. Главни герои в нея са детективите от отдел „Убийства“ Брет Лоулес и Клеър Тили.
През 2005 г. е издаден първият му роман „Framed!“ от криминалната поредица „Следите“. Главен герой в нея е младият амбициозен криминален следовател Люк Xардинг и верният му помощник „Малк“, който е екипиран c всякакви лазери и скенери за откриване на следи на местопрестъплението. Заедно разбулват и най-сложните загадки около всяко убийство.
Малкълм Роуз живее със семейството си в Шефилд.

## Произведения

### Самостоятелни романи
- Rift (1985)
- The Highest Form of Killing (1990)
- Son of Pete Flude (1991)
- The Obtuse Experiment (1993)
- The Smoking Gun (1993)
- Formula for Murder (1994)
- Concrete Evidence (1995)
- Tunnel Vision (1996) – награда „Аугуст бук”
- The Alibi (1996)
- Circle of Nightmares (1997)
- Flying Upside Down (1998)
- Breathing Fear (1999)
- Plague (2000) – награда за литература за деца
- Bloodline (2002)
- Clone (2002)
- Transplant (2003)
- The Tortured Wood (2004)
- Hurricane Force (2005)
- The Death Gene (2006)
- The Kiss of Death (2006)
- All That Remains (2009)
- Forbidden Island (2009)
- Connor's Brain (2016)

### Серия „Лоулес и Тили“ (Lawless and Tilley)
1. The Secrets of the Dead (1997)
2. Deep Waters (1997)
3. Magic Eye (1998)
4. Still Life (1998)
5. Flying Blind (1999)
6. Lethal Harvest (1999)
7. Fire and Water (1998)

### Серия „Следите“ (Traces)
1. Framed! (2005)
2. Lost Bullet (2005)
Изгубеният куршум, изд.: „Вакон“, София (2010), прев. Владимир Пенов
3. Roll Call (2005)
Убийства по списък, изд.: „Вакон“, София (2009), прев. Владимир Пенов
4. Double Check (2006)
5. Final Lap (2007)
6. Blood Brother (2008)
7. Murder Club (2013)

### Серия „Джордан Страйкър“ (Jordan Stryker)
1. Bionic Agent (2010)
2. Cyber Terror (2011)

### Серия „Външни въздействия“ (Outer Reaches)
1. Body Harvest (2014)
2. Lethal Outbreak (2015)
3. Fatal Connection (2015)
4. Blood and Bone (2015)

### Участие в общи серии с други писатели

#### Серия „Сенки“ (Shades)
1. Four Degrees More (2008)
2. Animal Lab (2008)
3. Asteroid (2009)

от серията има още 9 романа от различни автори

### Документалистика
- Mass spectrometry for chemists & biochemists (1982)
- Scene of the Crime (2007)